# Daniel Carlsson (konstnär)

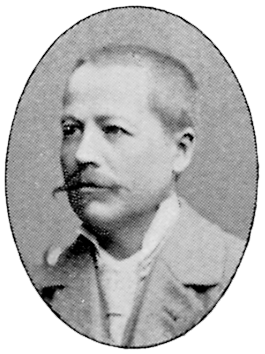
Daniel Carlsson

Daniel Johan Carlsson, född 18 maj 1853 i Lemnhult i Jönköpings län, död 14 september 1922 i Stockholm, var en svensk möbelarkitekt, mönsterritare, xylograf och skulptör.
Daniel Carlsson studerade vid Kungliga Konsthögskolan i Stockholm 1874-77 och  vid École nationale des arts décoratifs i Paris 1878-1880. Han formgav bland annat 1885 den så kallade Gaskandelabern för Stockholms stad, en cirka 6,5 meter hög rik utsirad gaslykta i gjutjärn. Den placerades i några av Stockholms parker, bland annat Järnvägsparken. Ett restaurerat exemplar pryder sedan 1990 Stureplan i Stockholm och kallas Carlssons lykta. Carlsson finns representerad vid bland annat Nationalmuseum i Stockholm.

## Bildgalleri

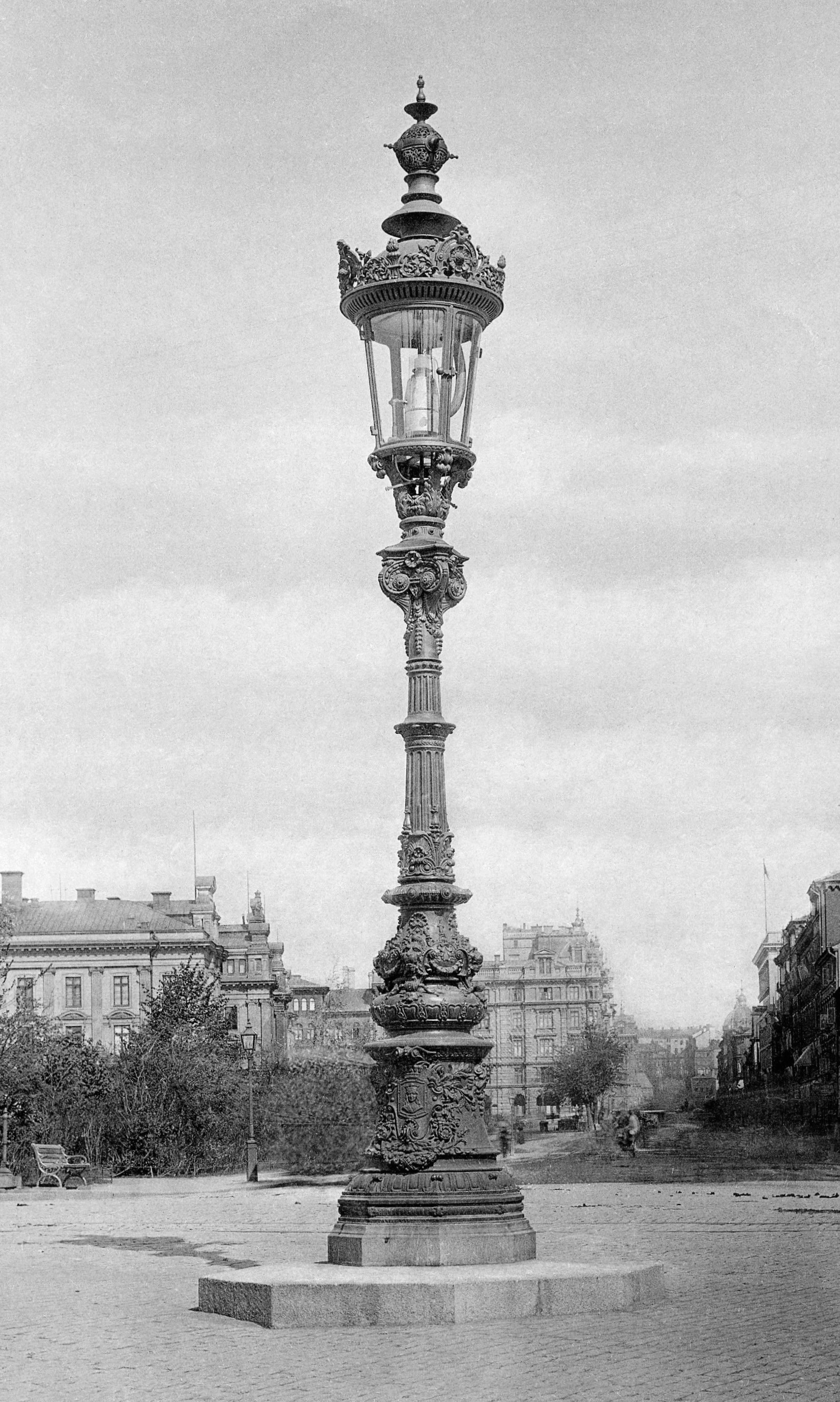
Gaskandelabern för Stockholm